# جان برتون (بازیکن فوتبال، زاده ۱۸۸۵)
جان برتون (انگلیسی: John Burton; ۳۱ ژوئیهٔ ۱۸۸۵ – ۲۲ آوریل ۱۹۳۸) بازیکن فوتبال اهل بریتانیا بود.
از باشگاه‌هایی که در آن بازی کرده‌است می‌توان به باشگاه فوتبال بلکبرن روورز، باشگاه فوتبال ساوتند یونایتد، باشگاه فوتبال نلسون، باشگاه فوتبال بیرمنگام سیتی، باشگاه فوتبال وستهام یونایتد، و باشگاه فوتبال کاردیف سیتی اشاره کرد.